# 5 Broadgate
5 Broadgate是英國倫敦的一座寫字樓，於2015年落成，位於倫敦市中心的金融區，樓高12層，瑞銀的英國總部亦設在5 Broadgate。2018年6月，長江實業集團以10億英鎊向英國房地產信託英國置地及新加坡政府投資公司收購5 Broadgate。GIC則是在2013年從黑石收購5 Broadgate一半業權。
2022年3月，長江實業以12.1億英鎊出售5 Broadgate物業。

## 另見
- 利物浦街車站
- 寬門大廈

## 外部連結
- 長江實業 - 5 Broadgate介紹 （页面存档备份，存于）